# (36542) 2000 QZ97
2000 QZ97 (asteroide 36542) é um asteroide da cintura principal. Possui uma excentricidade de 0.16767140 e uma inclinação de 6.84834º.
Este asteroide foi descoberto no dia 28 de agosto de 2000 por LINEAR em Socorro.